# Thomas B. Jeffery Company
Thomas B. Jeffery Company, vorher Thomas B. Jeffery & Company, war ein US-amerikanischer Hersteller von Kraftfahrzeugen.

## Vorgeschichte
R. Philip Gormully und Thomas B. Jeffery betrieben in Chicago in Illinois die Gormully & Jeffery Manufacturing Company. Sie stellten Fahrräder her. Die Markennamen lauteten American Ideal (1885–1892), American Safety (1885–1892),  Challenge (1896–1898), Clipper (Bauzeit unbekannt), Comet (1898), G & J (1898) und Rambler (1888–1900). Sie waren der zweitgrößte Fahrradhersteller der USA. Nur die American Bicycle Company war größer. Außerdem betrieben die beiden die G & J Tire Company zur Reifenherstellung, aus der später United States Rubber Company wurde.
1897 stellte Thomas Jeffery zusammen mit seinem Sohn Charles sein erstes Automobil her. Charles fertigte 1898 zwei weitere Fahrzeuge. Einige Fahrzeuge wurden auf den Automobilausstellungen in Chicago im September 1900 und in New York City im November 1900 präsentiert. Sie wurden Rambler genannt, inoffiziell auch G & J. Gormully starb. Jeffery verkaufte das Unternehmen und die Prototypen an die American Bicycle Company. Aus dem Prototyp wurde der Hydro-Car.

## Unternehmensgeschichte
Thomas B. Jeffery gründete noch 1900 Thomas B. Jeffery & Company in Kenosha in Wisconsin. Das Duo entwickelte erneut ein Fahrzeug und änderte noch etliche Dinge. Im Februar 1902 begann die Produktion von Automobilen. Der Markenname lautete Rambler. Bereits im ersten Produktionsjahr wurden 1500 Fahrzeuge hergestellt. Damit lag das Unternehmen hinter Oldsmobile auf Rang 2 der amerikanischen Automobilbranche. 1904 entstanden 2342 Fahrzeuge und 3807 im Folgejahr.
Am 2. April 1910 starb Thomas B. Jeffery während einer Reise in Italien an einem Herzinfarkt. Charles wurde neuer Präsident. Die Firmierung wurde in Thomas B. Jeffery Company geändert. 1910 wurden rund 2500 Fahrzeuge gefertigt und etwa 3500 im darauffolgenden Jahr. 1913 war das bis dahin beste Jahr mit 4435 Fahrzeugen. In dem Jahr kamen Nutzfahrzeuge dazu.
Neue Modelle erschienen 1914 unter dem neuen Markennamen Jeffery. Die Entscheidung, den gut eingeführten Namen Rambler aufzugeben, wird in der Literatur als mutig bezeichnet. In dem Jahr entstanden 10.417 Personenkraftwagen und 3.096 Lastkraftwagen. Wegen des Ersten Weltkriegs in Europa sah Jeffery einen erhöhten Bedarf an Nutzfahrzeugen voraus. Daraufhin steigerte er deren Produktion zu Lasten der Pkw. Für 1915 sind 7600 Lkw und etwa 3800 Pkw überliefert.
Charles Jeffery hatte den Untergang der Lusitania am 7. Mai 1915 überlebt. Dieses Erlebnis sowie die Erinnerung an den plötzlichen Tod seines Vaters vor einigen Jahren bewegten ihn dazu, im Sommer 1916 das Unternehmen zu verkaufen. Käufer war  Charles W. Nash.
1917 kam es zu einer Reorganisation. Die neue Firmierung lautete Nash Motors.

## Fahrzeuge

### Pkw der Marke Rambler

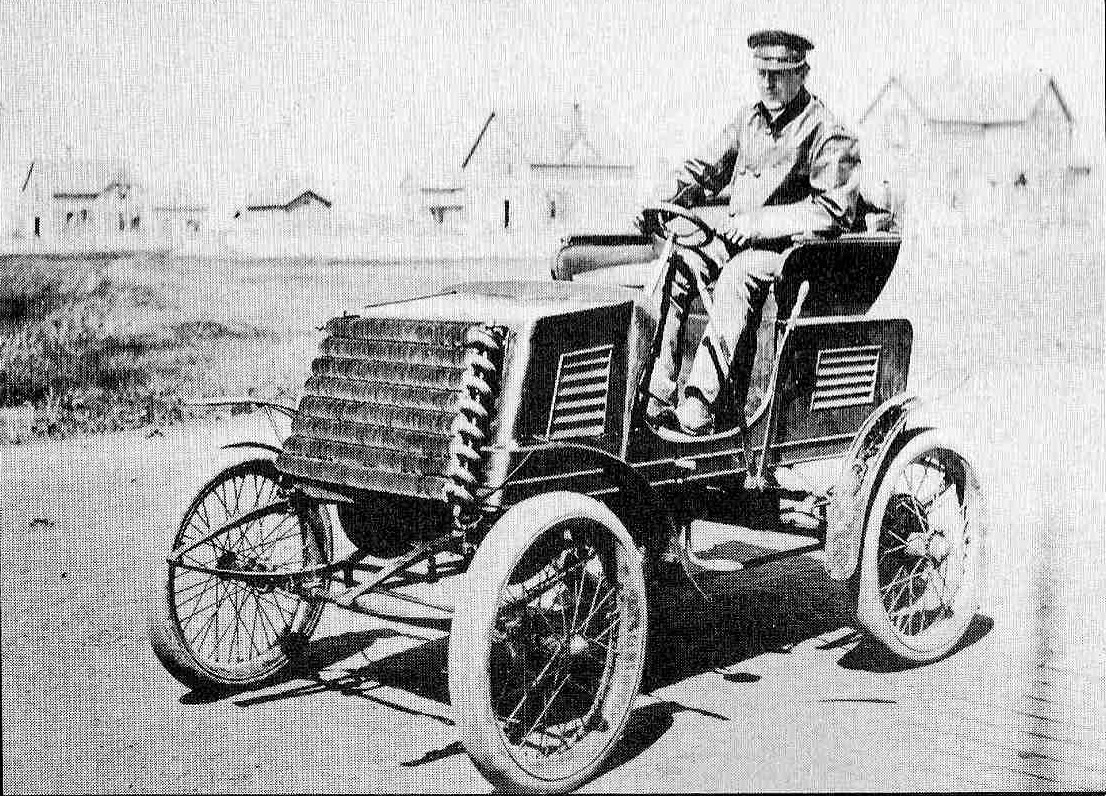
Einer der Prototypen. Frontmotor, Linkslenkung und Lenkrad gelangten nicht in die Serienproduktion.

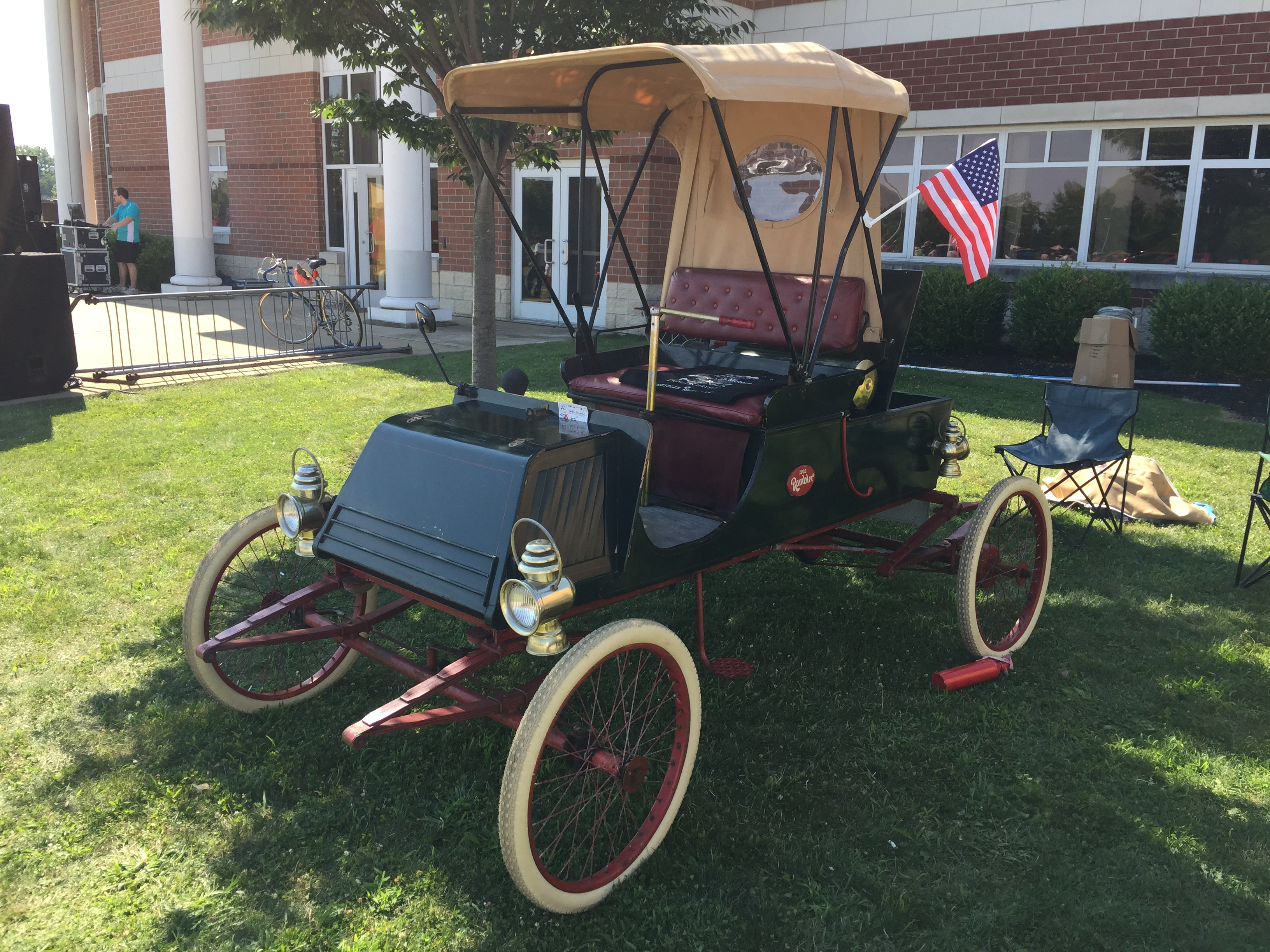
Rambler von 1902

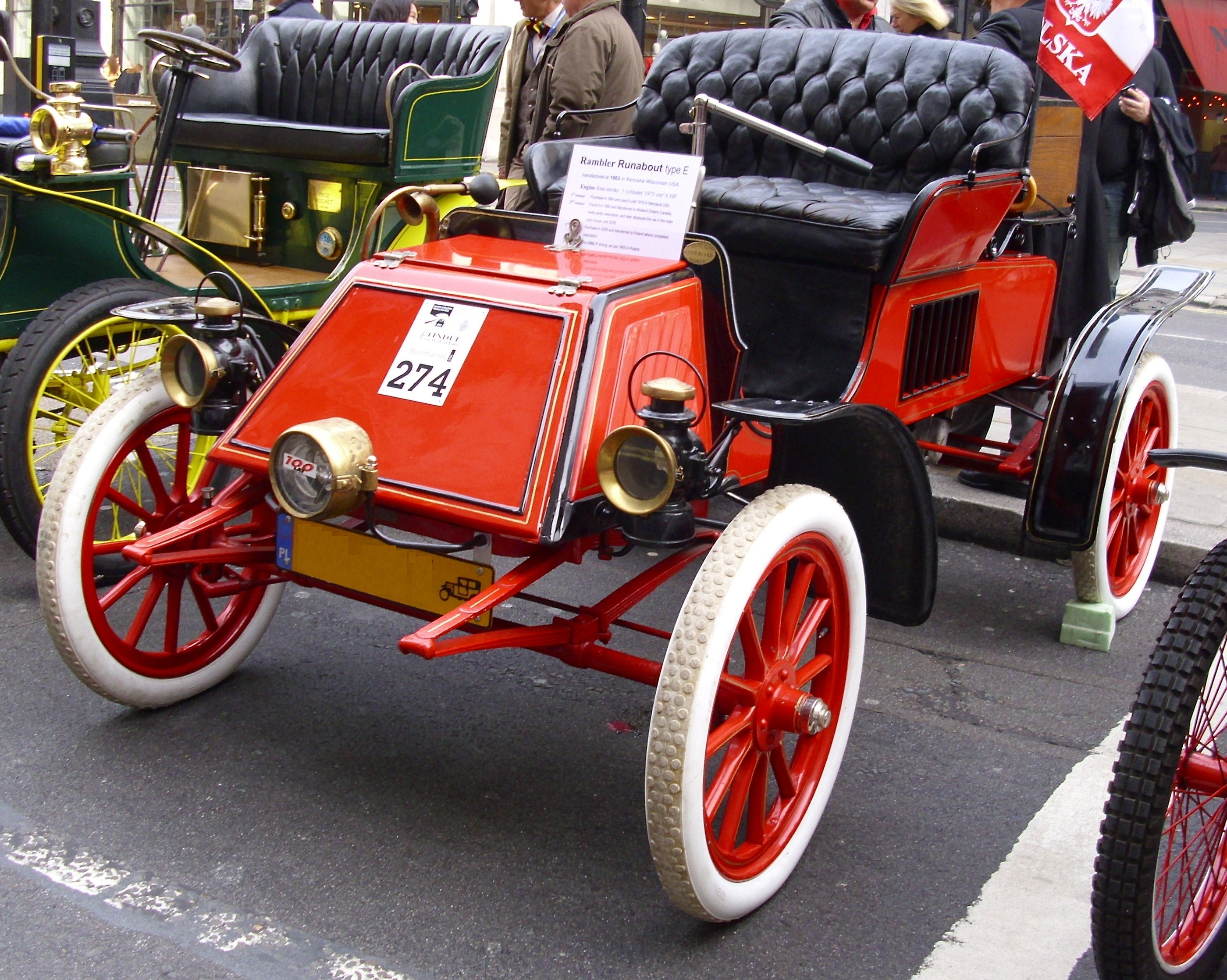
Rambler von 1903 in London

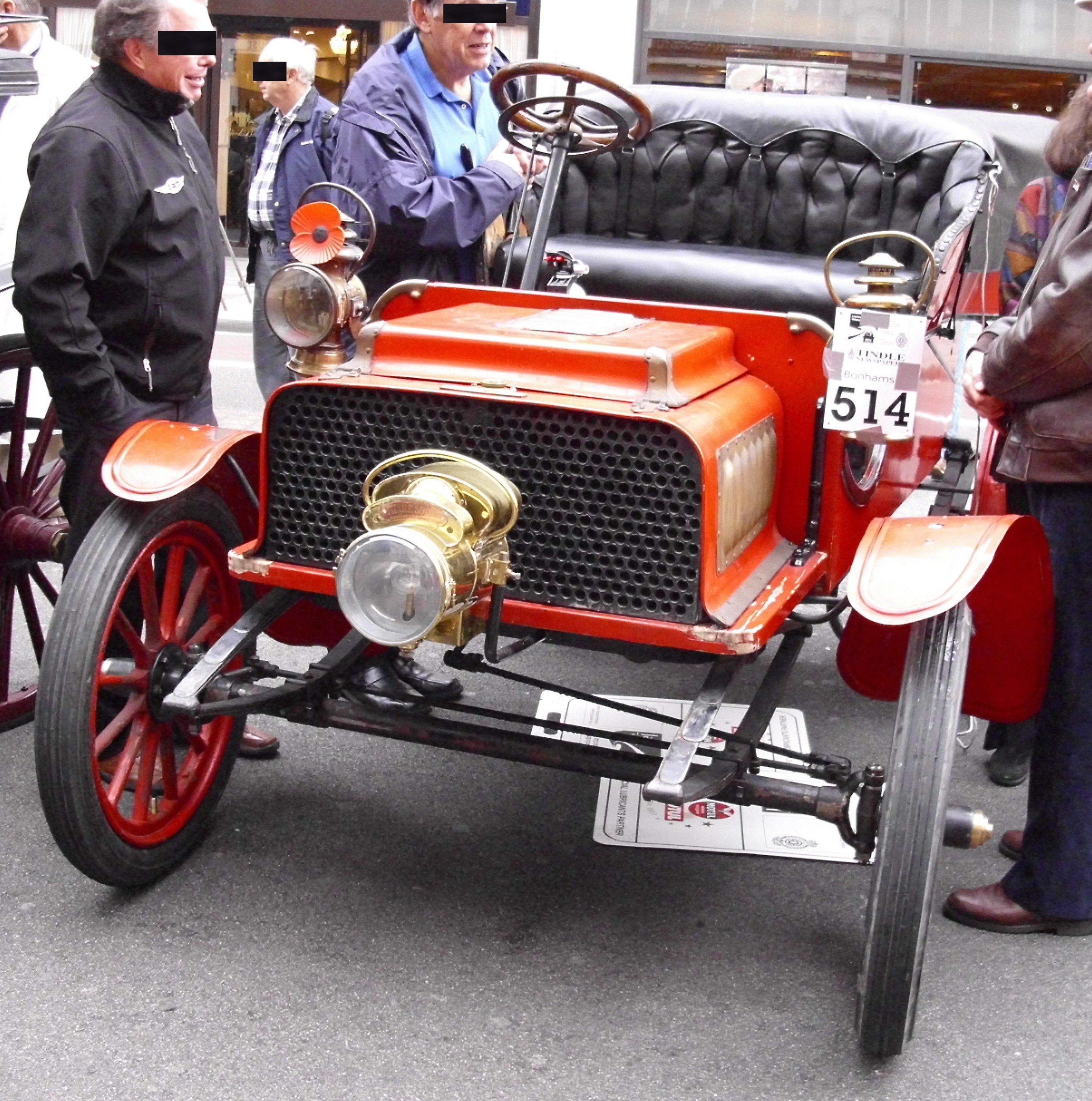
Rambler von 1904 mit Frontmotor und Kühlergrill am Vortag des London to Brighton Veteran Car Run

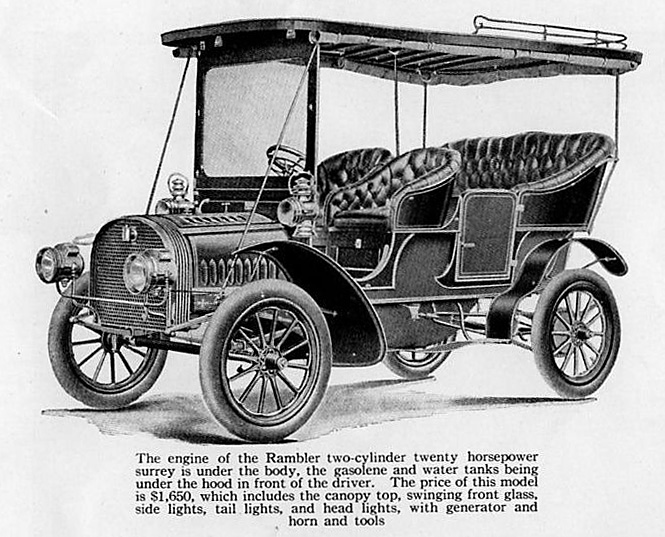
Rambler Type Two von 1905 als Surrey

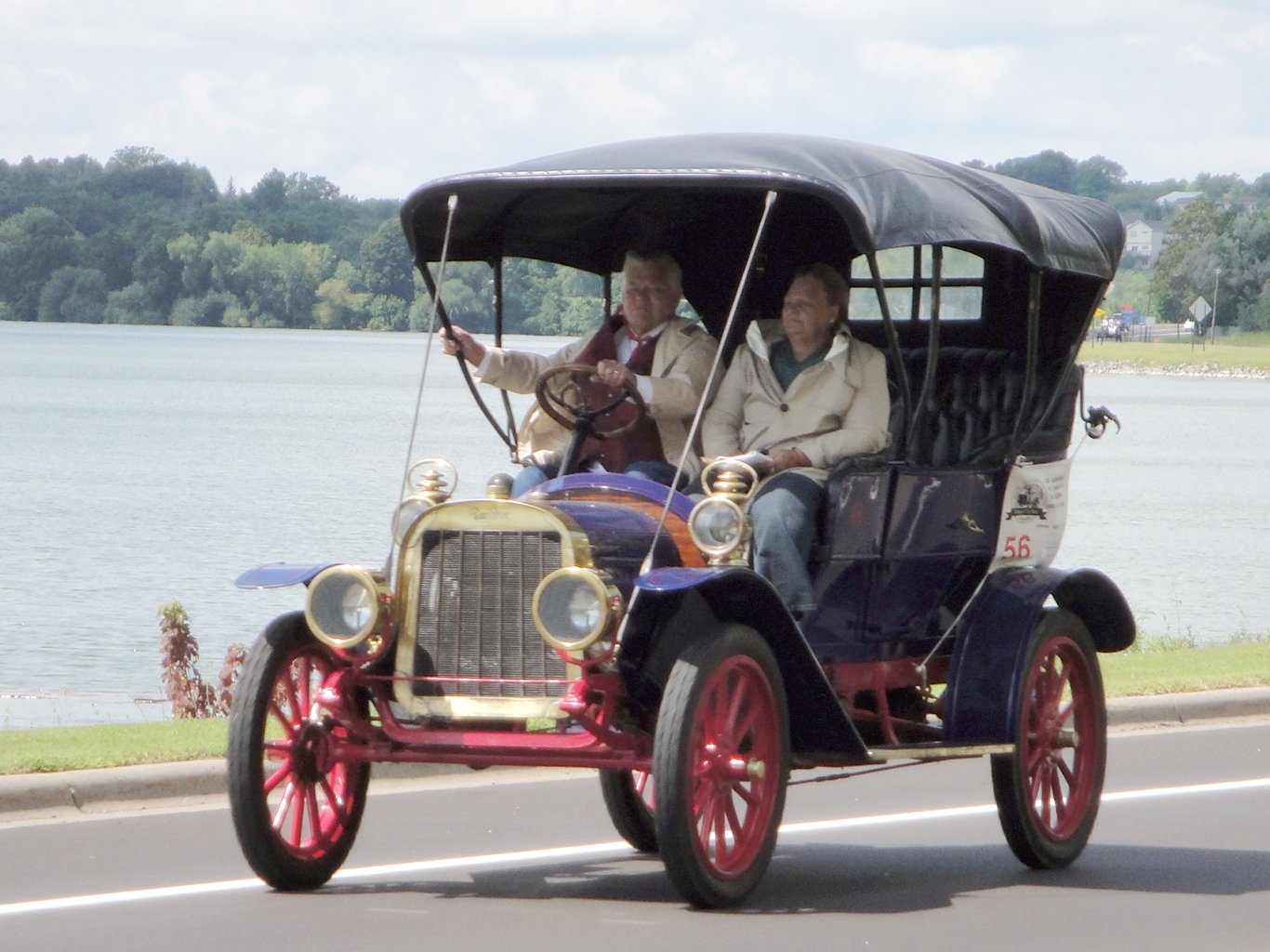
Rambler Model 31 von 1908

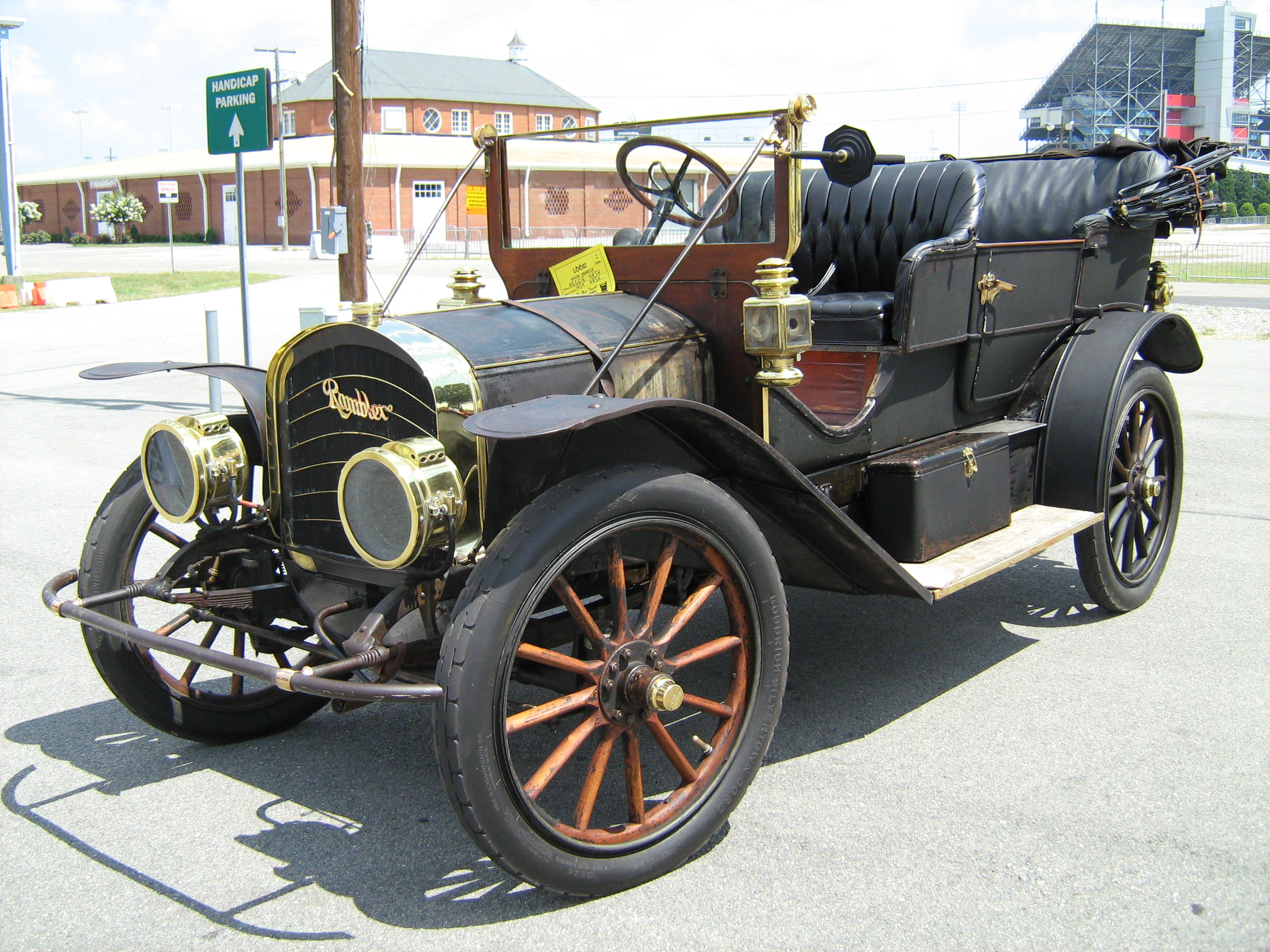
Rambler Model 44 von 1909

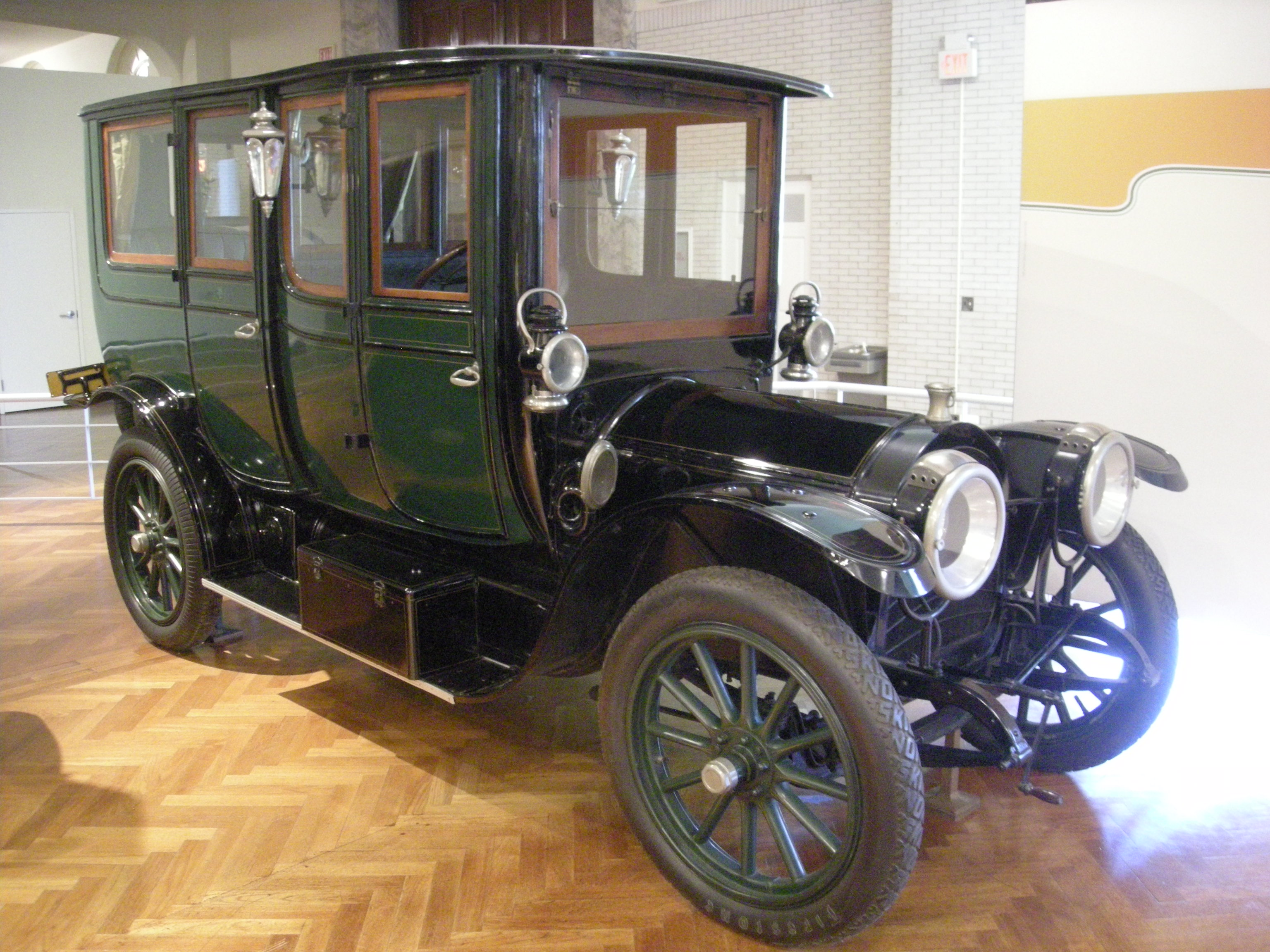
Rambler 50 HP Knickerbocker von 1912

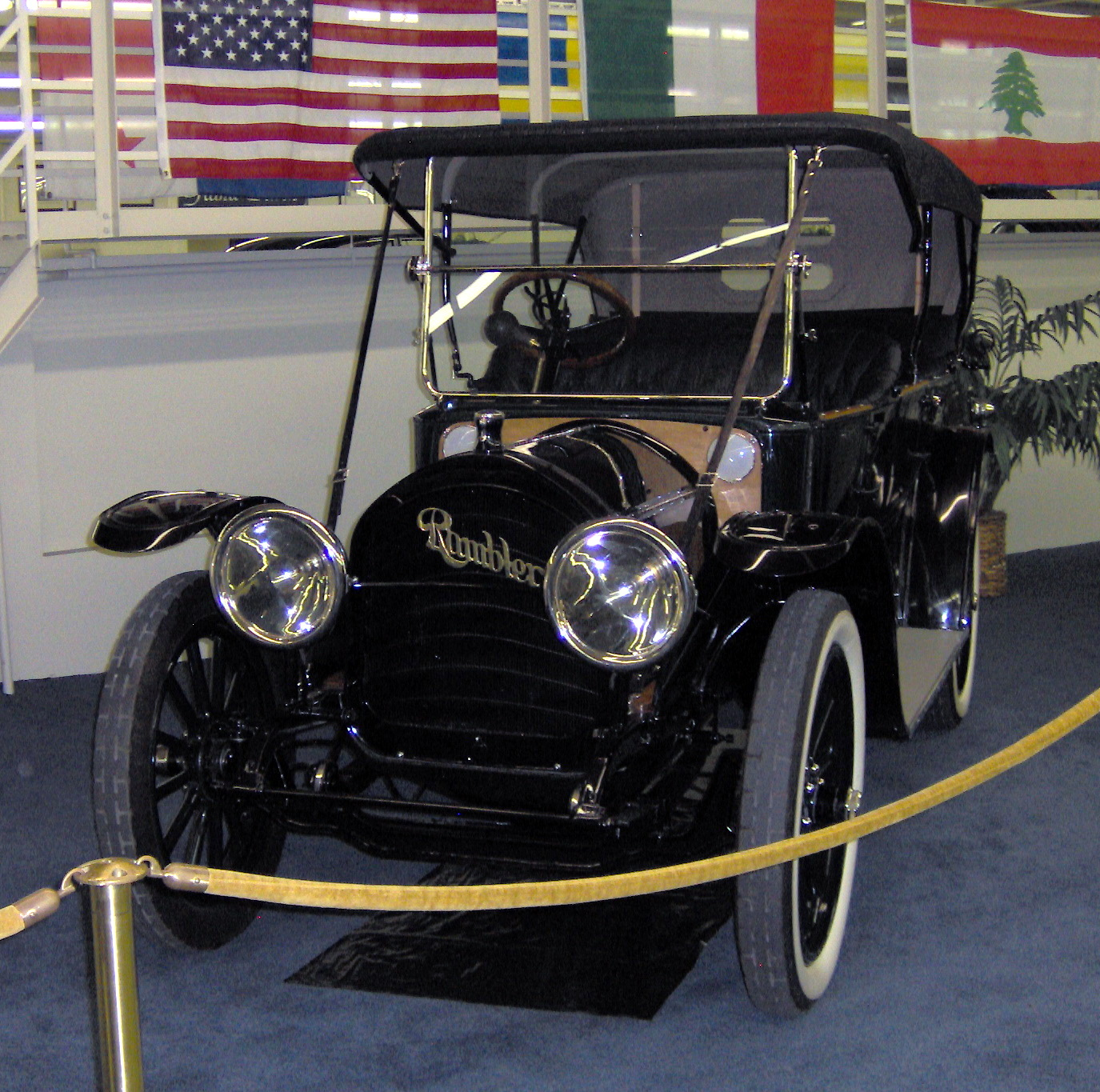
Rambler von 1913

Das Fahrzeug von 1897 hatte einen Einzylindermotor.
Die Fahrzeuge, die 1900 auf den beiden Messen präsentiert wurden, hatten einige Besonderheiten. Dazu zählten der Frontmotor und die Linkslenkung. Die Presse war skeptisch, ob sich das durchsetzen würde. Weitere Entwicklungsarbeit führte dazu, dass der damals übliche Lenkhebel durch ein Lenkrad ersetzt wurde. Jeffery bekam jedoch Bedenken, ob die Käufer diese Besonderheiten akzeptieren würden. Deshalb konstruierte er das Fahrzeug um, was eine Verzögerung mit sich brachte.
Im Februar 1902 erfolgte die Markteinführung. Die Fahrzeuge hatten nun den Motor unter dem Sitz und einen Lenkhebel, der vom rechten Sitzplatz aus bedient wurde. Der Einzylindermotor leistete 4 PS. Der Aufbau war ein Runabout mit Platz für zwei Personen. Der Neupreis betrug 750 US-Dollar.
1903 folgte der 6 HP. Die Motorleistung war auf 6 PS erhöht worden. Zur Wahl standen leichte Tourenwagen mit zwei und vier Sitzen.
1904 standen zwei Baureihen im Sortiment. Die kleinere hatten einen Einzylindermotor mit 7 PS Leistung. Model E als Runabout und Model F als Runabout mit Dach hatten ein Fahrgestell mit 198 cm Radstand. Beim Model G als Runabout und Model H als Tonneau betrug der Radstand 206 cm. Die andere Baureihe hatte einen Zweizylindermotor als Frontmotor mit 16 PS Leistung sowie ein Fahrgestell mit 213 cm Radstand. Model J war ein Runabout, Model K ein Tonneau und Model L ein Canopy-Tonneau. Ein Lenkrad war nun Standard.
1905 blieb Model E unverändert. Model G und der Tourenwagen Model H hatten nun einen 8-PS-Motor. Neu war der Type One als Tourenwagen. Sein Zweizylindermotor leistete 18 PS. Der Radstand maß 229 cm. Der Type Two war mit 20 PS etwas stärker motorisiert und mit 254 cm Radstand etwas länger. Er war als Surrey und Limousine karosseriert.
1906 entfielen alle Modelle mit Einzylindermotoren. Type One war nun mit 18/20 PS angegeben und der Type Two weiterhin mit 20 PS. Die Radstände blieben unverändert. Dazu kam der Type Three. Er hatte den kleineren Motor und lag mit 244 cm Radstand zwischen den beiden anderen Modellen. Alle drei waren als Surrey mit fünf Sitzen erhältlich. Als Einstiegsmodell diente das Model 17. Sein Zweizylindermotor war mit 10/12 PS angegeben. Der Radstand von 224 cm ermöglichte einen Aufbau als zweisitzigen Runabout. Dazu kamen drei Wagen mit Vierzylindermotoren. Model 14 hatte 25 PS Leistung, 269 cm Radstand und eine fünfsitzige Tourenwagenkarosserie. Model 15 war mit 35/40 PS angegeben und hatte die gleiche Karosseriebauart bei 310 cm Radstand. Model 16 hatten den gleichen Motor, aber nur 284 cm Radstand, und war eine Limousine.
1907 war das Model 27 das kleinste Modell. Sein Zweizylindermotor war mit 14/16 PS angegeben. Der Radstand betrug 229 cm. Der Runabout bot Platz für zwei Personen. Model 21 als fünfsitziger Tourenwagen und Model 22 als zweisitziger Runabout hatten einen stärkeren Zweizylindermotor, der mit 20/22 PS angegeben war. Darüber rangierten die Vierzylindermodelle. Das Model 24 mit 25/30-PS-Motor und 274 cm Radstand sowie das Model 25 mit 35/40-PS-Motor und 284 cm Radstand waren jeweils als fünfsitzige Tourenwagen karosseriert.
1908 wurde das Sortiment eingeschränkt. Das Model 31 mit einem Zweizylindermotor, 22 PS Leistung und 269 cm Radstand stand als Detachable Tonneau in den Preislisten. Das Model 34 hatte dagegen einen Vierzylindermotor, 32 PS Leistung und 284 cm Radstand. Es war als dreisitziger Roadster und fünfsitziger Tourenwagen erhältlich.
1909 ersetzten Model 41 als fünfsitziger Tourenwagen und Model 47 als zweisitziger Runabout das Vorjahresmodell mit Zweizylindermotor. Leistung und Radstand blieben unverändert. Das Model 44 löste das Model 34 ab. Die Motorleistung wurde auf 34 PS erhöht. Genannt sind ein fünfsitziger Tourenwagen und ein viersitziger Close-Coupled-Tourenwagen. Neu war das Model 45. Sein Vierzylindermotor leistete 45 PS. Der Radstand betrug 312 cm. Der normale Tourenwagen bot Platz für sieben Personen, ein Close-Coupled-Tourenwagen für vier Personen und ein Roadster für drei Personen.
1910 entfielen die Zweizylindermodelle. Alle Motoren dieser Marke hatten zukünftig vier Zylinder. Das Model 53 hatte den vom Vorjahr bekannten 34-PS-Motor und einen Radstand von 277 cm. Model 54 mit 297 cm Radstand und Model 55 mit 312 cm Radstand hatten einen Motor mit 45 PS Leistung. Alle waren als Tourenwagen erhältlich, das längste Modell außerdem als Limousine.
1911 beschränkte sich das Motorenangebot auf den 34-PS-Motor. Model 63 hatte 284 cm Radstand und Aufbauten als Tourenwagen, Roadster, Coupé und Town Car. Beim Model 64 betrug der Radstand 305 cm und beim Model 65 325 cm. Beide standen als Tourenwagen, Toy Tonneau und Landaulet zur Verfügung.
1912 war der 38 HP das Einstiegsmodell. Sein Motor leistete 38 PS. Der Radstand maß 305 cm. Einige Aufbauten erhielten phantasievolle Namen. Überliefert sind Cross Country Tourenwagen mit fünf Sitzen, Suburban Country Club mit vier Sitzen, Roadster mit zwei Sitzen, Limousine mit vier Sitzen und Gotham-Limousine mit sieben Sitzen. Darüber rangierte der 50 HP mit einem 50-PS-Motor. Er war mit zwei verschiedenen Radständen erhältlich. Die Aufbauten Country Club und Valkyrie basierten auf dem kürzeren Fahrgestell mit 305 cm Radstand. Morraine Tourenwagen, Metropolitan, Greyhound und Knickerbocker hatten 325 cm Radstand.
1913 sah die Beschränkung auf ein Modell. Der Motor leistete 42 PS. Der Radstand betrug erneut 305 cm. Genannt sind Cross Country Roadster mit zwei und drei Sitzen, Cross Country Tourenwagen mit vier und fünf Sitzen, Inside Drive Coupé mit vier Sitzen und Gotham-Limousine mit sieben Sitzen. Die Rechtslenkung wurde bis zur Aufgabe der Marke beibehalten.
| Jahr | Modell     | Zylinder | Leistung (PS) | Radstand (cm) | Aufbau |
| ---- | ---------- | -------- | ------------- | ------------- | --- |
| 1902 | 4 HP       | 1        | 4             |               | Runabout 2-sitzig |
| 1903 | 6 HP       | 1        | 6             |               | leichter Tourenwagen 2-sitzig und 4-sitzig |
| 1904 | Model E    | 1        | 7             | 198           | Runabout |
| 1904 | Model F    | 1        | 7             | 198           | Runabout mit Dach |
| 1904 | Model G    | 1        | 7             | 206           | Runabout |
| 1904 | Model H    | 1        | 7             | 206           | Tonneau |
| 1904 | Model J    | 2        | 16            | 213           | Runabout |
| 1904 | Model K    | 2        | 16            | 213           | Tonneau |
| 1904 | Model L    | 2        | 16            | 213           | Canopy Tonneau |
| 1905 | Model E    | 1        | 7             | 198           | Runabout |
| 1905 | Model G    | 1        | 8             | 206           | Runabout |
| 1905 | Model H    | 1        | 8             | 206           | Tourenwagen |
| 1905 | Type One   | 2        | 18            | 229           | Tonneau |
| 1905 | Type Two   | 2        | 20            | 254           | Surrey, Limousine |
| 1906 | Model 14   | 4        | 25            | 269           | Tourenwagen 5-sitzig |
| 1906 | Model 15   | 4        | 35/40         | 310           | Tourenwagen 5-sitzig |
| 1906 | Model 16   | 4        | 35/40         | 284           | Limousine 5-sitzig |
| 1906 | Model 17   | 2        | 10/12         | 224           | Runabout 2-sitzig |
| 1906 | Type One   | 2        | 18/20         | 229           | Surrey 5-sitzig |
| 1906 | Type Two   | 2        | 20            | 254           | Surrey 5-sitzig |
| 1906 | Type Three | 2        | 18/20         | 244           | Surrey 5-sitzig |
| 1907 | Model 21   | 2        | 20/22         | 254           | Tourenwagen 5-sitzig |
| 1907 | Model 22   | 2        | 20/22         | 254           | Runabout 2-sitzig |
| 1907 | Model 24   | 4        | 25/30         | 274           | Tourenwagen 5-sitzig |
| 1907 | Model 25   | 4        | 35/40         | 284           | Tourenwagen 5-sitzig |
| 1907 | Model 27   | 2        | 14/16         | 229           | Runabout 2-sitzig |
| 1908 | Model 31   | 2        | 22            | 269           | Detachable Tonneau |
| 1908 | Model 34   | 4        | 32            | 284           | Roadster 3-sitzig, Tourenwagen 5-sitzig |
| 1909 | Model 41   | 2        | 22            | 269           | Tourenwagen 5-sitzig |
| 1909 | Model 44   | 4        | 34            | 284           | Tourenwagen 5-sitzig, C. C. Tourenwagen 4-sitzig |
| 1909 | Model 45   | 4        | 45            | 312           | Tourenwagen 7-sitzig, C. C. Tourenwagen 4-sitzig, Roadster 3-sitzig                                                                                   |
| 1909 | Model 47   | 2        | 22            | 269           | Runabout 2-sitzig |
| 1910 | Model 53   | 4        | 34            | 277           | Tourenwagen |
| 1910 | Model 54   | 4        | 45            | 297           | Tourenwagen |
| 1910 | Model 55   | 4        | 45            | 312           | Tourenwagen, Limousine |
| 1911 | Model 63   | 4        | 34            | 284           | Tourenwagen, Roadster, Coupé, Town Car |
| 1911 | Model 64   | 4        | 34            | 305           | Tourenwagen, Toy Tonneau, Landaulet |
| 1911 | Model 65   | 4        | 34            | 325           | Tourenwagen, Toy Tonneau, Landaulet |
| 1912 | 38 HP      | 4        | 38            | 305           | Cross Country Tourenwagen 5-sitzig, Suburban Country Club 4-sitzig, Roadster 2-sitzig, Limousine 4-sitzig, Gotham Limousine 7-sitzig                  |
| 1912 | 50 HP      | 4        | 50            | 305           | Country Club, Valkyrie |
| 1912 | 50 HP      | 4        | 50            | 325           | Morraine Tourenwagen, Metropolitan, Greyhound, Knickerbocker                                                                                          |
| 1913 | 42 HP      | 4        | 42            | 305           | Cross Country Roadster 2-sitzig und 3-sitzig, Cross Country Tourenwagen 4-sitzig und 5-sitzig, Inside Drive Coupé 4-sitzig, Gotham Limousine 7-sitzig |

Quelle:

### Pkw der Marke Jeffery

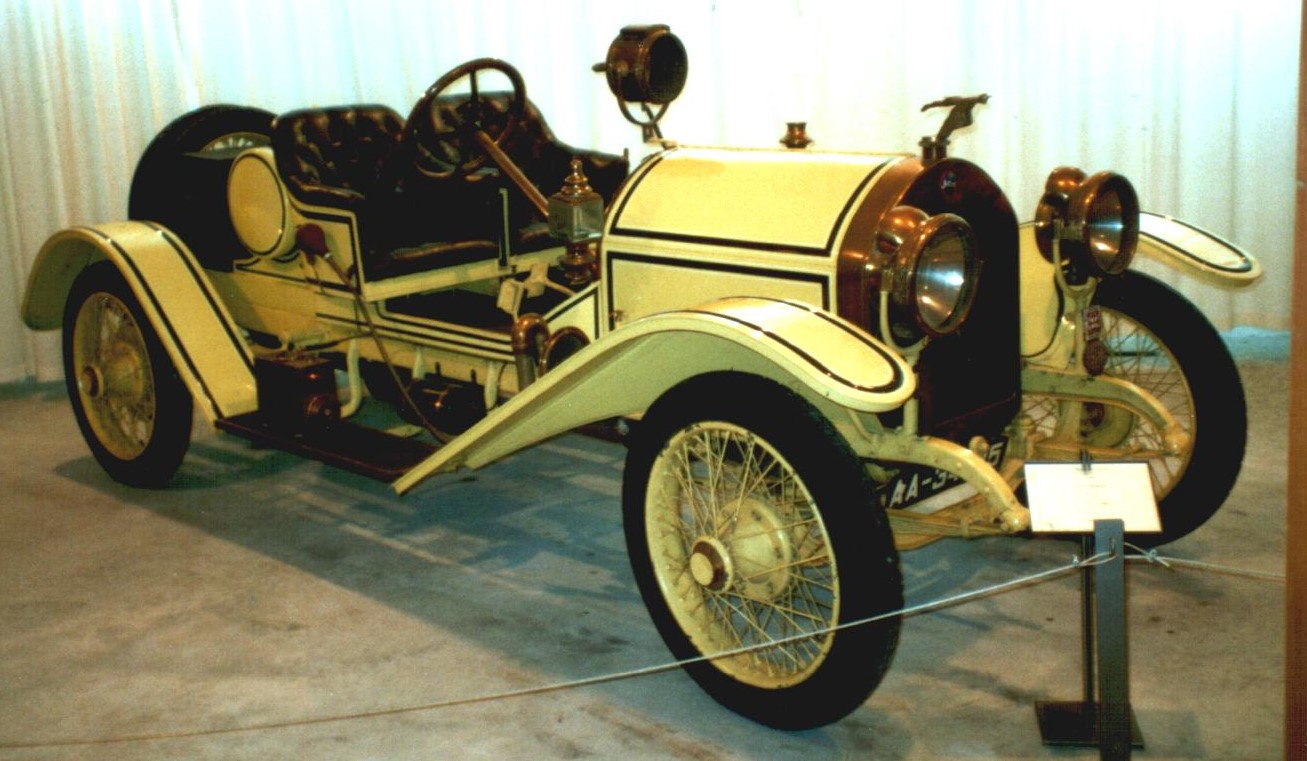
Jeffery von 1915

Im Gegensatz zu den bisherigen Serienmodellen hatte die Fahrzeuge Linkslenkung.
1914 bestand das Sortiment aus drei Modellen. Der 27 HP hatte einen Vierzylindermotor mit 27 PS Leistung. Der Radstand betrug 305 cm. Zur Wahl standen ein Roadster mit zwei Sitzen sowie Tourenwagen mit vier, fünf und sieben Sitzen. Der 40 HP mit einem 40-PS-Motor hatte mit 295 cm einen etwas kürzeren Radstand. Er war als Tourenwagen und Limousine mit jeweils fünf Sitzen erhältlich. Der 48 HP hatte einen Sechszylindermotor, der mit 48 PS angegeben war. Der Radstand maß 325 cm. Überliefert sind Tourenwagen mit fünf und sechs Sitzen sowie eine Limousine mit fünf Sitzen.
1915 entfiel das schwächste Modell. Beim 40 HP wurde der Radstand auf 320 cm verlängert. Gelistet sind Tourenwagen mit fünf Sitzen, Roadster mit zwei Sitzen, All-Weather mit zwei Sitzen und Limousinen mit vier und sieben Sitzen. Das Sechszylindermodell wurde zum Chesterfield Six. Der Radstand wurde auf 310 cm gekürzt. Das Karosserieangebot umfasste Tourenwagen mit fünf Sitzen, Roadster mit zwei Sitzen und All-Weather mit ebenfalls zwei Sitzen.
1916 wurde beim 40 HP der Radstand wieder auf 295 cm gekürzt. Erhältlich waren fünf- und siebensitzige Tourenwagen und Limousinen sowie ein dreisitziger Roadster. Der Chesterfield Six stand nur noch als Tourenwagen mit fünf Sitzen zur Verfügung.
1917 löste das Model 472 den bisherigen 40 HP ab. Die fünfsitzigen Aufbauten entfielen. Der Roadster bot nur noch Platz für zwei Personen. Das Model 671 hatte den bereits bekannten Sechszylindermotor. Sein Radstand war auf 318 cm verlängert worden. Der Tourenwagen war siebensitzig, der Roadster dreisitzig und die Limousine fünfsitzig.
| Jahr | Modell           | Zylinder | Leistung (PS) | Radstand (cm) | Aufbau                                                                                         |
| ---- | ---------------- | -------- | ------------- | ------------- | ---------------------------------------------------------------------------------------------- |
| 1914 | 27 HP            | 4        | 27            | 305           | Roadster 2-sitzig, Tourenwagen 4-sitzig und 5-sitzig und 7-sitzig                              |
| 1914 | 40 HP            | 4        | 40            | 295           | Tourenwagen 5-sitzig, Limousine 5-sitzig                                                       |
| 1914 | 48 HP            | 6        | 48            | 325           | Tourenwagen 5-sitzig und 6-sitzig, Limousine 5-sitzig                                          |
| 1915 | 40 HP            | 4        | 40            | 320           | Tourenwagen 5-sitzig, Roadster 2-sitzig, All-Weather 2-sitzig, Limousine 4-sitzig und 7-sitzig |
| 1915 | Chesterfield Six | 6        | 48            | 310           | Tourenwagen 5-sitzig, Roadster 2-sitzig, All-Weather 2-sitzig                                  |
| 1916 | 40 HP            | 4        | 40            | 295           | Tourenwagen 5-sitzig und 7-sitzig, Limousine 5-sitzig und 7-sitzig, Roadster 3-sitzig          |
| 1916 | Chesterfield Six | 6        | 48            | 310           | Tourenwagen 5-sitzig                                                                           |
| 1917 | Model 472        | 4        | 40            | 295           | Tourenwagen 7-sitzig, Roadster 2-sitzig, Limousine 7-sitzig                                    |
| 1917 | Model 671        | 6        | 48            | 318           | Tourenwagen 7-sitzig, Roadster 3-sitzig, Limousine 5-sitzig                                    |

Quelle:

### Nutzfahrzeuge

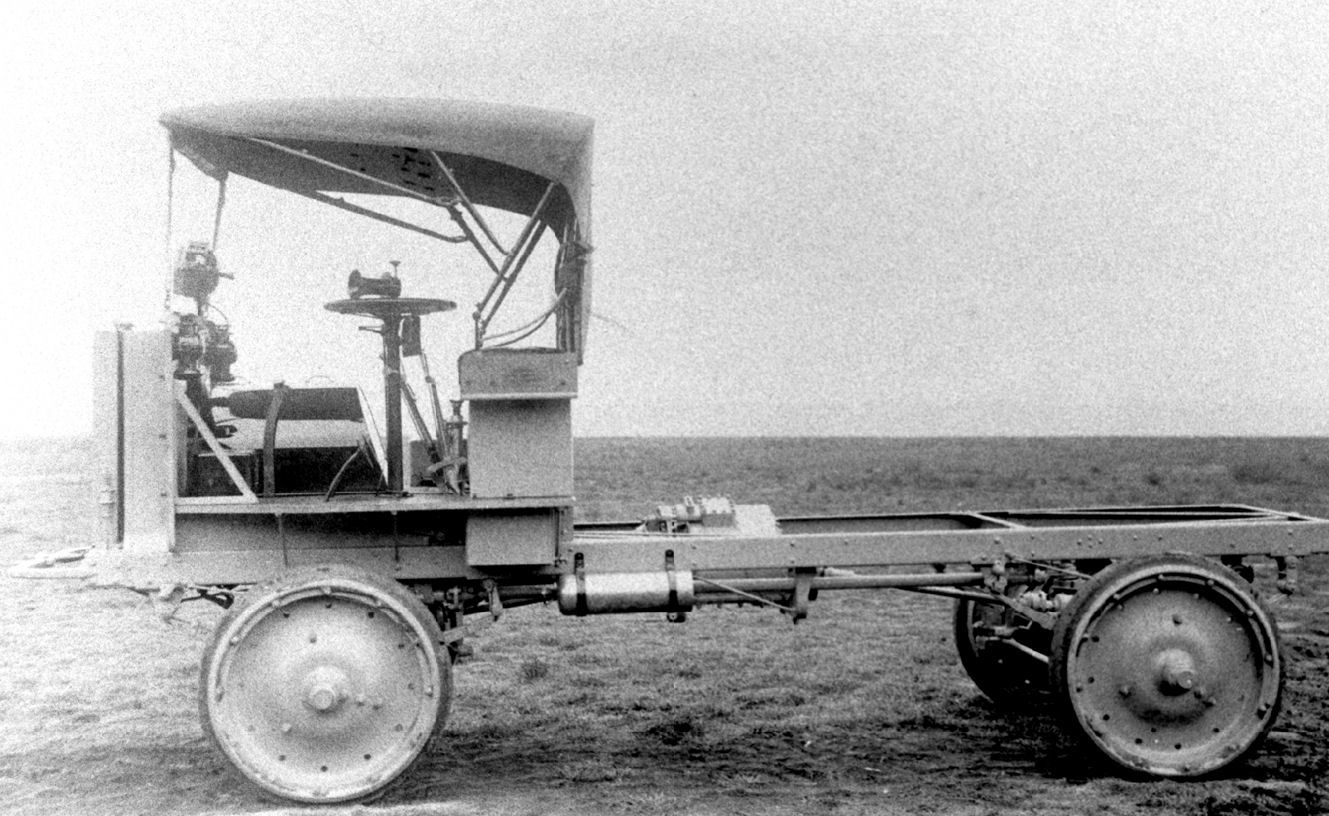
Jeffery Quad

Die Nutzfahrzeuge erhielten den Modellnamen Quad. Sie hatten zwischen 680 kg und 1500 kg Nutzlast}. Für die Armee wurde der Quad 4x4 mit Allradantrieb entwickelt. Der Military Quad hatte Vierradlenkung und Vierradbremsen.

## Pkw-Produktionszahlen der Marke Rambler
| Jahr  | Produktionszahl |
| ----- | --------------- |
| 1901  | 2               |
| 1902  | 1.500           |
| 1903  | 3.693           |
| 1904  | 2.343           |
| 1905  | 3.807           |
| 1906  | 6.299           |
| 1907  | ?               |
| 1908  | 1.597           |
| 1909  | 1.963           |
| 1910  | 2.243           |
| 1911  | 3.000           |
| 1912  | 3.550           |
| 1913  | ?               |
| Summe | 29.997          |

Quelle: